# غوبيرنادور
بلدية غوبيرنادور (بالإسبانية: Gobernador) هي بلدية تقع في مقاطعة غرناطة التابعة لمنطقة أندلوسيا جنوب إسبانيا.

## الديموغرافيا
بلغ عدد سكان بلدية غوبيرنادور 308 نسمة عام 2011 (وفقاً للمعهد الوطني الإسباني للإحصاء).
| 396 | 387 | 333 | 317 | 312 | 285 | 308 |